# Tornei di tennis maschili nel 1910
Prima della nascita della cosiddetta "Era Open" del tennis, ossia l'apertura ai tennisti professionisti degli eventi più importanti, tutti i tornei erano riservati ad atleti dilettanti. Nel 1910 tutti i tornei erano amatoriali, tra questi c'erano i tornei del Grande Slam:gli Australian Championships, il Campionato francese di tennis, il Torneo di Wimbledon, e gli U.S. National Championships.

## Calendario

### Gennaio
| Settimana | Torneo                                                                        | Vincitore                   | Finalista     | Semifinalisti | Eliminati ai quarti |
| --------- | ----------------------------------------------------------------------------- | --------------------------- | ------------- | ------------- | ------------------- |
| gennaio   | South African Championships 1910 Città del Capo, Sudafrica Singolare - Doppio | Anthony Wilding 6-0 6-3 6-4 | Harold Kitson |               |                     |
| gennaio   | South African Championships 1910 Città del Capo, Sudafrica Singolare - Doppio |                             |               |               |                     |

### Febbraio
| Settimana   | Torneo                                                                | Vincitore                                         | Finalista                     | Semifinalisti | Eliminati ai quarti |
| ----------- | --------------------------------------------------------------------- | ------------------------------------------------- | ----------------------------- | ------------- | ------------------- |
| febbraio    | Italian Riviera Championships 1910 Sanremo, Italia Singolare - Doppio | Artimus Holmes 6-0 6-1 6-0                        | Herbert Bird Routledge        |               |                     |
| febbraio    | Italian Riviera Championships 1910 Sanremo, Italia Singolare - Doppio |                                                   |                               |               |                     |
| 27 febbraio | Monte Carlo Cup 1910 Monte Carlo, Monte Carlo Singolare - Doppio      | Max Décugis 6-3 6-0 6-0                           | Josiah Ritchie                |               |                     |
| 27 febbraio | Monte Carlo Cup 1910 Monte Carlo, Monte Carlo Singolare - Doppio      |                                                   |                               |               |                     |
| 27 febbraio | US Indoors 1910 New York, USA Singolare - Doppio                      | Gustav Touchard 6-2 6-1 3-6 6-8 6-3               | R.A. Holden                   |               |                     |
| 27 febbraio | US Indoors 1910 New York, USA Singolare - Doppio                      | Gustav Touchard C. R. Gardner 6-1 3-6 7-9 6-1 6-4 | Calhoun Cragin M. S. Charlock |               |                     |

### Marzo
| Settimana | Torneo                                                                     | Vincitore                               | Finalista                | Semifinalisti        | Eliminati ai quarti                                         |
| --------- | -------------------------------------------------------------------------- | --------------------------------------- | ------------------------ | -------------------- | ----------------------------------------------------------- |
| 8 marzo   | Riviera Championships 1910 Mentone, Francia Singolare - Doppio             | Max Décugis 4-2 ritiro                  | Josiah Ritchie           |                      |                                                             |
| 8 marzo   | Riviera Championships 1910 Mentone, Francia Singolare - Doppio             |                                         |                          |                      |                                                             |
| 16 marzo  | South of France Championships 1910 Nizza, Francia Singolare - Doppio       | Max Décugis 6-2 6-4 3-6 13-11           | Josiah Ritchie           |                      |                                                             |
| 16 marzo  | South of France Championships 1910 Nizza, Francia Singolare - Doppio       | Max Décugis Josiah Ritchie              |                          |                      |                                                             |
| 19 marzo  | South Australian Championships 1910 Adelaide, Australia Singolare - Doppio | Rodney Heath 5-7, 6-1, 6-2, 6-2         | Harry Alabaster Parker   |                      |                                                             |
| 19 marzo  | South Australian Championships 1910 Adelaide, Australia Singolare - Doppio |                                         |                          |                      |                                                             |
| 19 marzo  | Australasian Championships 1910 Adelaide, Australia Singolare - Doppio     | Rodney Heath 6-4 6-3 6-2                | Horace Rice              | R. Reid Robert Bowen | Harry Alabaster Parker R. A. Paxton H. Hunt Ashley Campbell |
| 19 marzo  | Australasian Championships 1910 Adelaide, Australia Singolare - Doppio     | Ashley Campbell Horace Rice 6-3 6-3 6-2 | Rodney Heath James O'Day | R. Reid Robert Bowen | Harry Alabaster Parker R. A. Paxton H. Hunt Ashley Campbell |
| 22 marzo  | Cannes Championships 1910 Cannes, Francia Singolare - Doppio               | Josiah Ritchie 4-6 4-6 8-6              | Max Décugis              |                      |                                                             |
| 22 marzo  | Cannes Championships 1910 Cannes, Francia Singolare - Doppio               |                                         |                          |                      |                                                             |
| 30 marzo  | French Covered Court Championships 1910 Parigi, Francia Singolare - Doppio | Max Décugis 0-6 6-1 6-2 6-2             | Arthur Holden Lowe       |                      |                                                             |
| 30 marzo  | French Covered Court Championships 1910 Parigi, Francia Singolare - Doppio |                                         |                          |                      |                                                             |

### Aprile
| Settimana | Torneo                                                                                | Vincitore                         | Finalista                 | Semifinalisti                           | Eliminati ai quarti                                                   |
| --------- | ------------------------------------------------------------------------------------- | --------------------------------- | ------------------------- | --------------------------------------- | --------------------------------------------------------------------- |
| aprile    | Côte d'Azur Championships 1910 Cannes, Francia Singolare - Doppio                     | Artimus Holmes 4-6 6-2 7-5 6-4    | George H. Nettleton       |                                         |                                                                       |
| aprile    | Côte d'Azur Championships 1910 Cannes, Francia Singolare - Doppio                     |                                   |                           |                                         |                                                                       |
| aprile    | Metropole Club Championships 1910 Cannes, Francia Terra rossa Singolare - Doppio      | Josiah Ritchie                    | non conosciuta (bandiera) |                                         |                                                                       |
| aprile    | Metropole Club Championships 1910 Cannes, Francia Terra rossa Singolare - Doppio      |                                   |                           |                                         |                                                                       |
| aprile    | Dulwich Farm Championships 1910 Dulwich, Gran Bretagna Terra rossa Singolare - Doppio | Charles Dixon 6-3 3-6 3-6 6-4 7-5 | Kenneth Powell            |                                         |                                                                       |
| aprile    | Dulwich Farm Championships 1910 Dulwich, Gran Bretagna Terra rossa Singolare - Doppio |                                   |                           |                                         |                                                                       |
| 1º aprile | Geelong Easter Tournament 1910 Geelong, Australia Singolare - Doppio                  | Alfred Dunlop                     | non conosciuta (bandiera) |                                         |                                                                       |
| 1º aprile | Geelong Easter Tournament 1910 Geelong, Australia Singolare - Doppio                  |                                   |                           |                                         |                                                                       |
| 3 aprile  | Spanish International Championships 1910 Barcellona, Spagna Singolare - Doppio        | Heinrich Kleinschroth 6-0 6-2 6-3 | Luis de Huagón Barrios    | John Wihl José María Sagnier Sanjuanena | E. Bartroli J. M. Sagnier Vidal Alfredo Faulconbridge Ernest Witty FC |
| 3 aprile  | Spanish International Championships 1910 Barcellona, Spagna Singolare - Doppio        |                                   |                           |                                         |                                                                       |
| 30 aprile | British Covered Court Championships 1910 Londra, Gran Bretagna Singolare - Doppio     | Gordon Lowe 6-4 6-0 6-1           | Arthur Holden Lowe        |                                         |                                                                       |
| 30 aprile | British Covered Court Championships 1910 Londra, Gran Bretagna Singolare - Doppio     |                                   |                           |                                         |                                                                       |

### Maggio
| Settimana | Torneo                                                                               | Vincitore                                  | Finalista                    | Semifinalisti                              | Eliminati ai quarti                                                                               |
| --------- | ------------------------------------------------------------------------------------ | ------------------------------------------ | ---------------------------- | ------------------------------------------ | ------------------------------------------------------------------------------------------------- |
| maggio    | Brussels International Lawn Tennis Singles 1910 Bruxelles, Belgio Singolare - Doppio | Anthony Wilding 6-1 6-2 6-0                | Max Décugis                  |                                            |                                                                                                   |
| maggio    | Brussels International Lawn Tennis Singles 1910 Bruxelles, Belgio Singolare - Doppio |                                            |                              |                                            |                                                                                                   |
| maggio    | Torneo di Lilla 1910 Lilla, Francia Singolare - Doppio                               | Anthony Wilding 6–0 6–1 6–0                | A. Georges Watson            |                                            |                                                                                                   |
| maggio    | Torneo di Lilla 1910 Lilla, Francia Singolare - Doppio                               |                                            |                              |                                            |                                                                                                   |
| maggio    | Leopold Club Championships 1910 Bruxelles, Belgio Singolare - Doppio                 | Anthony Wilding 6-1 6-0 6-2                | Max Décugis                  |                                            |                                                                                                   |
| maggio    | Leopold Club Championships 1910 Bruxelles, Belgio Singolare - Doppio                 |                                            |                              |                                            |                                                                                                   |
| 5 maggio  | Puerta de Hierro International 1910 Madrid, Spagna Singolare - Doppio                | Luis De Uhagón Barrios 6-1 1-6 5-7 6-4 6-2 | Vicente Marin Bertrán de Lis | Alfredo Faulconbridge Santiago Méndez-Vigo | Marcelino Azlor de Aragon Hurtado de Zaldivar José Mendes Almeida Bello R. W. Fraser Roger Cooper |
| 5 maggio  | Puerta de Hierro International 1910 Madrid, Spagna Singolare - Doppio                |                                            |                              |                                            |                                                                                                   |
| 5 maggio  | Spanish National Championships 1910 Madrid, Spagna Singolare - Doppio                | Luis De Uhagón Barrios 6-2 6-2 6-0         | Santiago Méndez-Vigo         | Vicente Marin Bertrán de Lis Carlos Caro   | Alfredo Faulconbridge Enrique de Isasi Arturo Leask John Wihl                                     |
| 5 maggio  | Spanish National Championships 1910 Madrid, Spagna Singolare - Doppio                |                                            |                              |                                            |                                                                                                   |
| 11 maggio | Wiesbaden Cup 1910 Wiesbaden, Germania Singolare - Doppio                            | Max Décugis 6-3 0-6 6-4 6-3                | Anthony Wilding              |                                            |                                                                                                   |
| 11 maggio | Wiesbaden Cup 1910 Wiesbaden, Germania Singolare - Doppio                            |                                            |                              |                                            |                                                                                                   |
| 11 maggio | Wiesbaden Championships 1910 Wiesbaden, Germania Singolare - Doppio                  | Max Décugis 6-4 7-5 6-4                    | Anthony Wilding              |                                            |                                                                                                   |
| 11 maggio | Wiesbaden Championships 1910 Wiesbaden, Germania Singolare - Doppio                  |                                            |                              |                                            |                                                                                                   |
| 15 maggio | Swedish Covered Court Championships 1910 Stoccolma, Svezia Singolare - Doppio        | Carl Kempe 3-6 6-0 6-2 6-2                 | Torsten Gronfors             |                                            |                                                                                                   |
| 15 maggio | Swedish Covered Court Championships 1910 Stoccolma, Svezia Singolare - Doppio        |                                            |                              |                                            |                                                                                                   |
| 21 maggio | Surrey Championships 1910 Surbiton, Gran Bretagna Singolare - Doppio                 | Josiah Ritchie 6-3 6-1 2-6 6-3             | Robert B. Powell             |                                            |                                                                                                   |
| 21 maggio | Surrey Championships 1910 Surbiton, Gran Bretagna Singolare - Doppio                 |                                            |                              |                                            |                                                                                                   |
| 28 maggio | Middlesex Championships 1910 Chiswick Park, Gran Bretagna Singolare - Doppio         | Josiah Ritchie 7-5 6-0 6-0                 | George Alan Thomas           |                                            |                                                                                                   |
| 28 maggio | Middlesex Championships 1910 Chiswick Park, Gran Bretagna Singolare - Doppio         |                                            |                              |                                            |                                                                                                   |

### Giugno
| Settimana | Torneo                                                                            | Vincitore                                           | Finalista                         | Semifinalisti | Eliminati ai quarti |
| --------- | --------------------------------------------------------------------------------- | --------------------------------------------------- | --------------------------------- | ------------- | ------------------- |
| giugno    | Torneo di Lowestoft 1910 Lowestoft, Gran Bretagna Erba Singolare - Doppio         | Edward Roy Allen                                    | non conosciuta (bandiera)         |               |                     |
| giugno    | Torneo di Lowestoft 1910 Lowestoft, Gran Bretagna Erba Singolare - Doppio         |                                                     |                                   |               |                     |
| giugno    | Durham Championships 1910 Sunderland, Gran Bretagna Erba Singolare - Doppio       | Edward Roy Allen                                    | non conosciuta (bandiera)         |               |                     |
| giugno    | Durham Championships 1910 Sunderland, Gran Bretagna Erba Singolare - Doppio       |                                                     |                                   |               |                     |
| giugno    | New England Championships 1910 Hartford, USA Singolare - Doppio                   | Theodore Roosevelt Pell 6-4 6-4 6-3                 | R. A. Holden                      |               |                     |
| giugno    | New England Championships 1910 Hartford, USA Singolare - Doppio                   | R. A. Holden F. M. Watrous 6-4 7-5 6-2              | Bacon Holton                      |               |                     |
| 4 giugno  | Europe Championships 1910 Liverpool, Gran Bretagna Erba Singolare - Doppio        | Beals Wright James Cecil Parke titolo condiviso     |                                   |               |                     |
| 4 giugno  | Europe Championships 1910 Liverpool, Gran Bretagna Erba Singolare - Doppio        |                                                     |                                   |               |                     |
| 4 giugno  | Northern Championships 1910 Liverpool, Gran Bretagna Singolare - Doppio           | Beals Wright 6-1 6-4 6-4                            | Samuel Ernest Charlton            |               |                     |
| 4 giugno  | Northern Championships 1910 Liverpool, Gran Bretagna Singolare - Doppio           |                                                     |                                   |               |                     |
| 4 giugno  | East Surrey Championships 1910 East Croydon, Gran Bretagna Singolare - Doppio     | Charles Dixon 6-4 6-4 6-4                           | Theodore Michel Mavrogordato      |               |                     |
| 4 giugno  | East Surrey Championships 1910 East Croydon, Gran Bretagna Singolare - Doppio     |                                                     |                                   |               |                     |
| 11 giugno | Kent Championships 1910 Beckenham, Gran Bretagna Singolare - Doppio               | Herbert Roper Barrett 4-6 7-5 12-10 6-4             | Beals Wright                      |               |                     |
| 11 giugno | Kent Championships 1910 Beckenham, Gran Bretagna Singolare - Doppio               |                                                     |                                   |               |                     |
| 18 giugno | Queen's Club Championships 1910 Londra, Gran Bretagna Singolare - Doppio          | Anthony Wilding 6-4 6-3 2-0 ritiro                  | Josiah Ritchie                    |               |                     |
| 18 giugno | Queen's Club Championships 1910 Londra, Gran Bretagna Singolare - Doppio          |                                                     |                                   |               |                     |
| 19 giugno | New South Wales Championships 1910 Sydney, Australia Singolare - Doppio           | Harry Alabaster Parker 6-3, 4-6, 2-6, 8-6, 9-7      | Horace Rice                       |               |                     |
| 19 giugno | New South Wales Championships 1910 Sydney, Australia Singolare - Doppio           |                                                     |                                   |               |                     |
| 20 giugno | Campionato francese di tennis 1910 Parigi, Francia Singolare - Doppio             | Maurice Germot 6–1, 6–3, 4–6, 6–3                   | François Blanchy                  |               |                     |
| 20 giugno | Campionato francese di tennis 1910 Parigi, Francia Singolare - Doppio             | Marcel Dupont Maurice Germot                        |                                   |               |                     |
| 21 giugno | Swiss International Championships 1910 Zurigo, Svizzera Singolare - Doppio        | Heinrich Kleinschroth 6-1 6-2 6-0                   | J. de K. Bowen                    |               |                     |
| 21 giugno | Swiss International Championships 1910 Zurigo, Svizzera Singolare - Doppio        |                                                     |                                   |               |                     |
| 24 giugno | Metropolitan Grass Court Championships 1910 New York, USA Erba Singolare - Doppio | William Larned 6-0 6-1 6-1                          | Gustave Touchard                  |               |                     |
| 24 giugno | Metropolitan Grass Court Championships 1910 New York, USA Erba Singolare - Doppio | Harnold Hackett Fredrick Alexander 6-1 7-5 3-6 6-2  | E. P. Fischer Raymond Little      |               |                     |
| 26 giugno | Middle States Championships 1910 Mountain Station, USA Erba Singolare - Doppio    | Nathaniel Niles 7-5 7-9 6-3 7-5                     | Wallace Johnson                   |               |                     |
| 26 giugno | Middle States Championships 1910 Mountain Station, USA Erba Singolare - Doppio    | Harold Hackett Fred Alexander 6-2 6-2 6-1           | P. Gardner Louis Harry Waidner    |               |                     |
| 30 giugno | Torneo di Wimbledon 1910 Londra, Gran Bretagna Singolare - Doppio                 | Anthony Wilding 6-4 7-5 4-6 6-2                     | Herbert Roper Barrett             |               |                     |
| 30 giugno | Torneo di Wimbledon 1910 Londra, Gran Bretagna Singolare - Doppio                 | Anthony Wilding Josiah George Ritchie 6-1, 6-1, 6-2 | Herbert Roper-Barrett Arthur Gore |               |                     |

### Luglio
| Settimana | Torneo                                                                                                | Vincitore                                          | Finalista                       | Semifinalisti | Eliminati ai quarti |
| --------- | --- | -------------------------------------------------- | ------------------------------- | ------------- | ------------------- |
| luglio    | Torneo di Epsom 1910 Epsom, Gran Bretagna Erba Singolare - Doppio                                     | Josiah Ritchie 6-3 6-4                             | George Alan Thomas              |               |                     |
| luglio    | Torneo di Epsom 1910 Epsom, Gran Bretagna Erba Singolare - Doppio                                     |                                                    |                                 |               |                     |
| luglio    | Worcestershire Championships 1910 Malvern, Gran Bretagna Erba Singolare - Doppio                      | Charles Raymond Davys Tuckey                       | non conosciuta (bandiera)       |               |                     |
| luglio    | Worcestershire Championships 1910 Malvern, Gran Bretagna Erba Singolare - Doppio                      |                                                    |                                 |               |                     |
| luglio    | Torneo di Shanklin 1910 Shanklin, Gran Bretagna Singolare - Doppio                                    | Kenneth Powell 6-1 6-0 6-2                         | Ridding                         |               |                     |
| luglio    | Torneo di Shanklin 1910 Shanklin, Gran Bretagna Singolare - Doppio                                    |                                                    |                                 |               |                     |
| luglio    | Torneo di Sheffield & Hallamshire 1910 Sheffield & Hallamshire, Gran Bretagna Erba Singolare - Doppio | Mark D. Hick                                       | non conosciuta (bandiera)       |               |                     |
| luglio    | Torneo di Sheffield & Hallamshire 1910 Sheffield & Hallamshire, Gran Bretagna Erba Singolare - Doppio |                                                    |                                 |               |                     |
| luglio    | Torneo di Watford 1910 Watford, Gran Bretagna Erba Singolare - Doppio                                 | Alfred Beamish                                     | non conosciuta (bandiera)       |               |                     |
| luglio    | Torneo di Watford 1910 Watford, Gran Bretagna Erba Singolare - Doppio                                 |                                                    |                                 |               |                     |
| luglio    | Torneo di Warwick 1910 Warwick, Gran Bretagna Erba Singolare - Doppio                                 | James Emil Hubert Zimmerman                        | non conosciuta (bandiera)       |               |                     |
| luglio    | Torneo di Warwick 1910 Warwick, Gran Bretagna Erba Singolare - Doppio                                 |                                                    |                                 |               |                     |
| luglio    | Torneo di Tunbridge Wells 1910 Tunbridge Wells, Gran Bretagna Erba Singolare - Doppio                 | George Alan Thomas                                 | non conosciuta (bandiera)       |               |                     |
| luglio    | Torneo di Tunbridge Wells 1910 Tunbridge Wells, Gran Bretagna Erba Singolare - Doppio                 |                                                    |                                 |               |                     |
| luglio    | Torneo di Redhill 1910 Redhill, Gran Bretagna Erba Singolare - Doppio                                 | Kenneth Powell                                     | Hardy                           |               |                     |
| luglio    | Torneo di Redhill 1910 Redhill, Gran Bretagna Erba Singolare - Doppio                                 |                                                    |                                 |               |                     |
| luglio    | Torneo di Norwood 1910 Norwood New Town, Gran Bretagna Erba Singolare - Doppio                        | Josiah Ritchie 6-4 9-7 6-2                         | Charles Dixon                   |               |                     |
| luglio    | Torneo di Norwood 1910 Norwood New Town, Gran Bretagna Erba Singolare - Doppio                        |                                                    |                                 |               |                     |
| luglio    | Warwickshire Championships 1910 Leamington, Gran Bretagna Erba Singolare - Doppio                     | Edward Roy Allen                                   | non conosciuta (bandiera)       |               |                     |
| luglio    | Warwickshire Championships 1910 Leamington, Gran Bretagna Erba Singolare - Doppio                     |                                                    |                                 |               |                     |
| luglio    | Shropshire Championships 1910 Shrewsbury, Gran Bretagna Erba Singolare - Doppio                       | Theodore Michel Mavrogordato                       | non conosciuta (bandiera)       |               |                     |
| luglio    | Shropshire Championships 1910 Shrewsbury, Gran Bretagna Erba Singolare - Doppio                       |                                                    |                                 |               |                     |
| luglio    | Torneo di East Grinstead 1910 East Grinstead, Gran Bretagna Erba Singolare - Doppio                   | Edward Roy Allen                                   | non conosciuta (bandiera)       |               |                     |
| luglio    | Torneo di East Grinstead 1910 East Grinstead, Gran Bretagna Erba Singolare - Doppio                   |                                                    |                                 |               |                     |
| luglio    | Torneo di Norwich 1910 Norwich, Gran Bretagna Erba Singolare - Doppio                                 | Edward Roy Allen                                   | non conosciuta (bandiera)       |               |                     |
| luglio    | Torneo di Norwich 1910 Norwich, Gran Bretagna Erba Singolare - Doppio                                 |                                                    |                                 |               |                     |
| luglio    | Mid-Kent Championships 1910 Maidstone, Gran Bretagna Erba Singolare - Doppio                          | Alfred Beamish                                     | non conosciuta (bandiera)       |               |                     |
| luglio    | Mid-Kent Championships 1910 Maidstone, Gran Bretagna Erba Singolare - Doppio                          |                                                    |                                 |               |                     |
| luglio    | Midland Counties Championships 1910 Edgbaston, Gran Bretagna Erba Singolare - Doppio                  | James Cecil Parke                                  | non conosciuta (bandiera)       |               |                     |
| luglio    | Midland Counties Championships 1910 Edgbaston, Gran Bretagna Erba Singolare - Doppio                  |                                                    |                                 |               |                     |
| luglio    | North London Championships 1910 Londra, Gran Bretagna Erba Singolare - Doppio                         | Herbert Roper Barrett                              | non conosciuta (bandiera)       |               |                     |
| luglio    | North London Championships 1910 Londra, Gran Bretagna Erba Singolare - Doppio                         |                                                    |                                 |               |                     |
| luglio    | Nottinghamshire Championships 1910 Nottingham, Gran Bretagna Erba Singolare - Doppio                  | Arthur Gore 7-5 3-6 6-3                            | Walter Crawley                  |               |                     |
| luglio    | Nottinghamshire Championships 1910 Nottingham, Gran Bretagna Erba Singolare - Doppio                  |                                                    |                                 |               |                     |
| luglio    | Berkshire Championships 1910 Reading, Gran Bretagna Erba Singolare - Doppio                           | Josiah Ritchie 6-0 4-6 6-3 6-3                     | Alfred Beamish                  |               |                     |
| luglio    | Berkshire Championships 1910 Reading, Gran Bretagna Erba Singolare - Doppio                           |                                                    |                                 |               |                     |
| 9 luglio  | Welsh Championships 1910 Newport, Gran Bretagna Singolare - Doppio                                    | Charles Dixon 8-6 6-4 2-6 6-2                      | Stanley Norwood Doust           |               |                     |
| 9 luglio  | Welsh Championships 1910 Newport, Gran Bretagna Singolare - Doppio                                    |                                                    |                                 |               |                     |
| 10 luglio | Southern Championships 1910 Atlanta, USA Terra rossa Singolare - Doppio                               | Conrad Bartling Doyle 6-4 10-8 6-4                 | James H. Winston                |               |                     |
| 10 luglio | Southern Championships 1910 Atlanta, USA Terra rossa Singolare - Doppio                               | Conrad Bartling Doyle H. E. Doyle 6-4 3-6 10-8 6-1 | Grant Thornton                  |               |                     |
| 21 luglio | Natal Championships 1910 Durban, Sudafrica Singolare - Doppio                                         | Charles Winslow 3-6 6-2 6-1 7-5                    | John R. Richardson              |               |                     |
| 21 luglio | Natal Championships 1910 Durban, Sudafrica Singolare - Doppio                                         |                                                    |                                 |               |                     |
| 25 luglio | Northwestern Championships 1910 Deephaven, USA Singolare - Doppio                                     | Louis Harold Waidner 6-1 2-6 6-2 ritiro            | P. E. Gardner                   |               |                     |
| 25 luglio | Northwestern Championships 1910 Deephaven, USA Singolare - Doppio                                     | Louis Harold Waidner P. E. Gardner 6-4 6-1 6-3     | J. W. Adams Joseph J. Armstrong |               |                     |
| 25 luglio | Longwood Bowl 1910 Boston, USA Erba Singolare - Doppio                                                | William Larned 6-2 4-6 6-1 6-3                     | Maurice McLoughlin              |               |                     |
| 25 luglio | Longwood Bowl 1910 Boston, USA Erba Singolare - Doppio                                                | E. H. Whitney R. Bishop 6-3 6-2 8-6 7-5            | R. A. Holden F. M.Watrous       |               |                     |
| 30 luglio | Northumberland Championships 1910 Newcastle, Gran Bretagna Singolare - Doppio                         | Josiah Ritchie 1-6 6-2 6-2 6-4                     | Stanley Norwood Doust           |               |                     |
| 30 luglio | Northumberland Championships 1910 Newcastle, Gran Bretagna Singolare - Doppio                         |                                                    |                                 |               |                     |
| 30 luglio | Irish Championships 1910 Dublino, Irlanda Singolare - Doppio                                          | James Cecil Parke 6-1 6-3 8-6                      | Alfred Beamish                  |               |                     |
| 30 luglio | Irish Championships 1910 Dublino, Irlanda Singolare - Doppio                                          |                                                    |                                 |               |                     |
| 30 luglio | Western Championships 1910 Lake Forest, USA Erba Singolare - Doppio                                   | Thomas Bundy 6-3 6-1 6-0                           | A. Ludke                        |               |                     |
| 30 luglio | Western Championships 1910 Lake Forest, USA Erba Singolare - Doppio                                   | Louis Harry Waidner C. R. Gardner 6-2 4-6 9-7 6-3  | Neely Whitman                   |               |                     |
| 31 luglio | Torneo di Dieppe 1910 Dieppe, Francia Singolare - Doppio                                              | Charles Dixon 6-4 6-1 6-2                          | Augustus Mark Hendriks          |               |                     |
| 31 luglio | Torneo di Dieppe 1910 Dieppe, Francia Singolare - Doppio                                              |                                                    |                                 |               |                     |
| 31 luglio | Canadian Championships 1910 Toronto, Canada Erba Singolare - Doppio                                   | James F. Foulkes 2-6, 6-1, 6-2, 4-6, 6-2           | Robert Baird                    |               |                     |
| 31 luglio | Canadian Championships 1910 Toronto, Canada Erba Singolare - Doppio                                   | Allen T.Y. Sherwell 6-1, 6-1                       | James F. Foulkes Raby           |               |                     |

### Agosto
| Settimana | Torneo                                                                                   | Vincitore                                             | Finalista                         | Semifinalisti | Eliminati ai quarti |
| --------- | ---------------------------------------------------------------------------------------- | ----------------------------------------------------- | --------------------------------- | ------------- | ------------------- |
| Agosto    | German Championships 1910 Amburgo, Germania Singolare - Doppio                           | Otto Froitzheim walkover                              | Curt Bergmann                     |               |                     |
| Agosto    | German Championships 1910 Amburgo, Germania Singolare - Doppio                           |                                                       |                                   |               |                     |
| Agosto    | Torneo di Worthing 1910 Worthing, Gran Bretagna Erba Singolare - Doppio                  | H.W. Davies                                           | non conosciuta (bandiera)         |               |                     |
| Agosto    | Torneo di Worthing 1910 Worthing, Gran Bretagna Erba Singolare - Doppio                  |                                                       |                                   |               |                     |
| agosto    | U.S. Men's Clay Court Championships 1910 Omaha, USA Singolare - Doppio                   | Melville Hammond Long 6-0, 6-1, 6-1                   | Walter M. Hall                    |               |                     |
| agosto    | U.S. Men's Clay Court Championships 1910 Omaha, USA Singolare - Doppio                   | F. G. Anderson W. T. Hayes 2-6 2-6 6-1 6-3 6-3        | Melville Hammond Long A. Scribner |               |                     |
| agosto    | Torneo di Southampton 1910 Southampton, Gran Bretagna Erba Singolare - Doppio            | Algernon Kingscote                                    | non conosciuta (bandiera)         |               |                     |
| agosto    | Torneo di Southampton 1910 Southampton, Gran Bretagna Erba Singolare - Doppio            |                                                       |                                   |               |                     |
| agosto    | Lincolnshire Championships 1910 Spilsby, Gran Bretagna Erba Singolare - Doppio           | Erik Larsen                                           | non conosciuta (bandiera)         |               |                     |
| agosto    | Lincolnshire Championships 1910 Spilsby, Gran Bretagna Erba Singolare - Doppio           |                                                       |                                   |               |                     |
| agosto    | Isle of Wight Ventnor Championships 1910 Ventnor, Gran Bretagna Singolare - Doppio       | George Alan Thomas                                    | non conosciuta (bandiera)         |               |                     |
| agosto    | Isle of Wight Ventnor Championships 1910 Ventnor, Gran Bretagna Singolare - Doppio       |                                                       |                                   |               |                     |
| agosto    | Engadine Championships 1910 Sankt Moritz, Svizzera Terra rossa Singolare - Doppio        | Heinrich Kleinschroth                                 | non conosciuta (bandiera)         |               |                     |
| agosto    | Engadine Championships 1910 Sankt Moritz, Svizzera Terra rossa Singolare - Doppio        |                                                       |                                   |               |                     |
| agosto    | Cinque Ports Championships 1910 Folkestone, Gran Bretagna Erba Singolare - Doppio        | Charles Dixon 6-2 6-2 8-10 6-4                        | Theodore Michel Mavrogordato      |               |                     |
| agosto    | Cinque Ports Championships 1910 Folkestone, Gran Bretagna Erba Singolare - Doppio        |                                                       |                                   |               |                     |
| agosto    | East of England Championships 1910 Felixstowe, Gran Bretagna Erba Singolare - Doppio     | Herbert Roper Barrett 4-6 6-2 6-1 6-3                 | George Hillyard                   |               |                     |
| agosto    | East of England Championships 1910 Felixstowe, Gran Bretagna Erba Singolare - Doppio     |                                                       |                                   |               |                     |
| agosto    | Hampshire Championships 1910 Bournemouth, Gran Bretagna Erba Singolare - Doppio          | George Alan Thomas 6-3 7-5                            | Stanley Norwood Doust             |               |                     |
| agosto    | Hampshire Championships 1910 Bournemouth, Gran Bretagna Erba Singolare - Doppio          |                                                       |                                   |               |                     |
| 6 agosto  | Southern California Championships 1910 Long Beach, USA Cemento Singolare - Doppio        | Winifred Mace                                         | Nat Browne                        |               |                     |
| 6 agosto  | Southern California Championships 1910 Long Beach, USA Cemento Singolare - Doppio        | Sinsabaugh Dawson 3 set a 0                           | Alfonso E. Bell Nat Browne        |               |                     |
| 6 agosto  | Scottish Championships 1910 Bridge of Allan, Gran Bretagna Singolare - Doppio            | Robert B. Powell 6-1 6-2 6-4                          | A. Georges Watson                 |               |                     |
| 6 agosto  | Scottish Championships 1910 Bridge of Allan, Gran Bretagna Singolare - Doppio            |                                                       |                                   |               |                     |
| 7 agosto  | Suffolk Championships 1910 Saxmundham, Gran Bretagna Erba Singolare - Doppio             | Herbert Roper Barrett                                 | non conosciuta (bandiera)         |               |                     |
| 7 agosto  | Suffolk Championships 1910 Saxmundham, Gran Bretagna Erba Singolare - Doppio             |                                                       |                                   |               |                     |
| 7 agosto  | Torneo di Ostenda 1910 Ostenda, Belgio Singolare - Doppio                                | Anthony Wilding 6-2 6-2 6-1                           | Louis Trasenter                   |               |                     |
| 7 agosto  | Torneo di Ostenda 1910 Ostenda, Belgio Singolare - Doppio                                |                                                       |                                   |               |                     |
| 13 agosto | Southampton Invitation 1910 Southampton, USA Singolare - Doppio                          | Maurice McLoughlin 6-2 6-1 6-2                        | Frederick C. Colston              |               |                     |
| 13 agosto | Southampton Invitation 1910 Southampton, USA Singolare - Doppio                          | William Larned Maurice McLoughlin 8-6 4-6 7-5 5-7 6-4 | Thomas Bundy Trowbrigde Hendrick  |               |                     |
| 13 agosto | Derbyshire Championships 1910 Buxton, Gran Bretagna Singolare - Doppio                   | Charles O. Tuckey 6-3 6-3 6-3                         | C. Whitehouse                     |               |                     |
| 13 agosto | Derbyshire Championships 1910 Buxton, Gran Bretagna Singolare - Doppio                   |                                                       |                                   |               |                     |
| 13 agosto | Dutch International Championships 1910 L'Aia, Paesi Bassi Terra rossa Singolare - Doppio | Anthony Wilding 6–2, 6–1, 6–1                         | Paul de Borman                    |               |                     |
| 13 agosto | Dutch International Championships 1910 L'Aia, Paesi Bassi Terra rossa Singolare - Doppio |                                                       |                                   |               |                     |
| 20 agosto | California State Championships 1910 Berkeley, USA Cemento Singolare - Doppio             | Melville Hammond Long 6-0 6-1 6-3                     | Elia Fottrell                     |               |                     |
| 20 agosto | California State Championships 1910 Berkeley, USA Cemento Singolare - Doppio             | Melville Hammond Long W. Dawson 6-1 7-5 6-2           | Elia Fottrell Batkm               |               |                     |
| 20 agosto | Queensland Championships 1910 Brisbane, Australia Singolare - Doppio                     | Harry Alabaster Parker 6-4 6-3 4-6 2-6 9-7            | Bert St John                      |               |                     |
| 20 agosto | Queensland Championships 1910 Brisbane, Australia Singolare - Doppio                     |                                                       |                                   |               |                     |
| 21 agosto | North of England Championships 1910 Scarborough, Gran Bretagna Singolare - Doppio        | Laurence Doherty 6-3 6-2 6-2                          | Gordon Lowe                       |               |                     |
| 21 agosto | North of England Championships 1910 Scarborough, Gran Bretagna Singolare - Doppio        |                                                       |                                   |               |                     |
| 25 agosto | U.S. National Championships 1910 Newport, USA Erba Singolare - Doppio                    | William Larned 6-1, 5-7, 6-0, 6-8, 6-1                | Thomas Bundy                      |               |                     |
| 25 agosto | U.S. National Championships 1910 Newport, USA Erba Singolare - Doppio                    | Fred Alexander Harold Hackett 6-1, 8-6, 6-3           | Tom Bundy Trowridge Hendrick      |               |                     |
| 28 agosto | Torneo di Evian-les-Bains 1910 Évian-les-Bains, Francia Singolare - Doppio               | Anthony Wilding 6-3 6-0 6-1                           | Etienne Micard                    |               |                     |
| 28 agosto | Torneo di Evian-les-Bains 1910 Évian-les-Bains, Francia Singolare - Doppio               |                                                       |                                   |               |                     |
| 28 agosto | Torneo di Boulogne 1910 Boulogne, Francia Singolare - Doppio                             | Gordon Lowe 6-1 6-1 6-2                               | E.B. Milner                       |               |                     |
| 28 agosto | Torneo di Boulogne 1910 Boulogne, Francia Singolare - Doppio                             |                                                       |                                   |               |                     |
| 28 agosto | Homburg Cup 1910 Bad Homburg vor der Höhe, Germania Singolare - Doppio                   | Heinrich Kleinschroth 5-7 6-4 6-0 6-3                 | Heinrich Schomburgk               |               |                     |
| 28 agosto | Homburg Cup 1910 Bad Homburg vor der Höhe, Germania Singolare - Doppio                   |                                                       |                                   |               |                     |
| 31 agosto | Torneo di Dinard 1910 Dinard, Francia Singolare - Doppio                                 | Max Décugis 6-1 6-0 6-4                               | Robert Wallet                     |               |                     |
| 31 agosto | Torneo di Dinard 1910 Dinard, Francia Singolare - Doppio                                 |                                                       |                                   |               |                     |

### Settembre
| Settimana    | Torneo                                                                           | Vincitore                                             | Finalista                      | Semifinalisti | Eliminati ai quarti |
| ------------ | -------------------------------------------------------------------------------- | ----------------------------------------------------- | ------------------------------ | ------------- | ------------------- |
| settembre    | West Sussex Championships 1910 Chichester, Gran Bretagna Erba Singolare - Doppio | Josiah Ritchie 6-1 6-0 6-2                            | Erik Larsen                    |               |                     |
| settembre    | West Sussex Championships 1910 Chichester, Gran Bretagna Erba Singolare - Doppio |                                                       |                                |               |                     |
| settembre    | Dorset Championships 1910 Parkstone, Gran Bretagna Erba Singolare - Doppio       | Edward Roy Allen                                      | non conosciuta (bandiera)      |               |                     |
| settembre    | Dorset Championships 1910 Parkstone, Gran Bretagna Erba Singolare - Doppio       |                                                       |                                |               |                     |
| settembre    | Kent Coast Championships 1910 Hythe, Gran Bretagna Erba Singolare - Doppio       | Herbert Roper Barrett 1-6 7-5 6-4 8-6                 | Charles Dixon                  |               |                     |
| settembre    | Kent Coast Championships 1910 Hythe, Gran Bretagna Erba Singolare - Doppio       |                                                       |                                |               |                     |
| settembre    | Sussex Championships 1910 Brighton, Gran Bretagna Singolare - Doppio             | James Emil Hubert Zimmerman walkover                  | Walter Crawley                 |               |                     |
| settembre    | Sussex Championships 1910 Brighton, Gran Bretagna Singolare - Doppio             |                                                       |                                |               |                     |
| 5 settembre  | Geneva International Championships 1910 Ginevra, Svizzera Singolare - Doppio     | Richard Norris Williams 6-4 6-3 6-0                   | G.F. Poulin                    |               |                     |
| 5 settembre  | Geneva International Championships 1910 Ginevra, Svizzera Singolare - Doppio     |                                                       |                                |               |                     |
| 6 settembre  | Tri-State Championships 1910 Cincinnati, USA Singolare - Doppio                  | Richard H. Palmer 11-9 6-3 6-4                        | Wallace Ford Johnson           |               |                     |
| 6 settembre  | Tri-State Championships 1910 Cincinnati, USA Singolare - Doppio                  | Richard H. Palmer Wallace Johnson 8-6 6-4 4-6 6-8 6-3 | Richard Bishop Arthur Sweetser |               |                     |
| 10 settembre | Pacific Coast Championships 1910 Berkeley, USA Cemento Singolare - Doppio        | Melville Hammond Long 6-0 6-3 6-1                     | George C. Janes                |               |                     |
| 10 settembre | Pacific Coast Championships 1910 Berkeley, USA Cemento Singolare - Doppio        | Melville Hammond Long Sinsabaugh 10-8 7-5 6-3         | Bacon Young                    |               |                     |
| 13 settembre | National Collegiate Championships 1910 Haverford, USA Singolare - Doppio         | R.A. Holden 3-6 6-3 6-2 8-6                           | A. S. Sweetser                 |               |                     |
| 13 settembre | National Collegiate Championships 1910 Haverford, USA Singolare - Doppio         | Dean Mathey B. N. Dell 6-1 6-4 6-4                    | H. Evans E. Goodhue            |               |                     |
| 17 settembre | South of England Championships 1910 Eastbourne, Gran Bretagna Singolare - Doppio | Gordon Lowe walkover                                  | Arthur Holden Lowe             |               |                     |
| 17 settembre | South of England Championships 1910 Eastbourne, Gran Bretagna Singolare - Doppio |                                                       |                                |               |                     |
| 18 settembre | Torneo di Les Avants 1910 Les Avants, Svizzera Singolare - Doppio                | John Felix O’Connell Miley 6-1 4-6 6-1 6-2            | Robert C. Spies                |               |                     |
| 18 settembre | Torneo di Les Avants 1910 Les Avants, Svizzera Singolare - Doppio                |                                                       |                                |               |                     |
| 29 settembre | Sapicourt Invitation Meeting 1910 Sapicourt, Francia Terra rossa Singolare       | Anthony Wilding Round Robin                           | Maurice Germot Otto Froitzheim |               |                     |

### Ottobre
| Settimana  | Torneo                                                                                            | Vincitore                                    | Finalista                 | Semifinalisti | Eliminati ai quarti |
| ---------- | ------------------------------------------------------------------------------------------------- | -------------------------------------------- | ------------------------- | ------------- | ------------------- |
| ottobre    | Welsh Covered Court Championships 1910 Craigside, Gran Bretagna Parquet indoor Singolare - Doppio | Theodore Michel Mavrogordato 6-4 4-6 6-3 6-0 | George Caridia            |               |                     |
| ottobre    | Welsh Covered Court Championships 1910 Craigside, Gran Bretagna Parquet indoor Singolare - Doppio |                                              |                           |               |                     |
| ottobre    | Drive Club Championships 1910 Fulham, Gran Bretagna Cemento Singolare - Doppio                    | Charles Dixon                                | non conosciuta (bandiera) |               |                     |
| ottobre    | Drive Club Championships 1910 Fulham, Gran Bretagna Cemento Singolare - Doppio                    |                                              |                           |               |                     |
| 15 ottobre | Queen's Covered Court Championships 1910 Londra, Gran Bretagna Singolare - Doppio                 | Arthur Holden Lowe 6-2 6-1 6-3               | non conosciuta (bandiera) |               |                     |
| 15 ottobre | Queen's Covered Court Championships 1910 Londra, Gran Bretagna Singolare - Doppio                 |                                              |                           |               |                     |
| 25 ottobre | Western Australian Championships 1910 Perth, Australia Singolare - Doppio                         | Stanley Norwood Doust 6-4 6-4 6-2            | Harry Alabaster Parker    |               |                     |
| 25 ottobre | Western Australian Championships 1910 Perth, Australia Singolare - Doppio                         |                                              |                           |               |                     |

### Novembre
| Settimana   | Torneo                                                               | Vincitore                                 | Finalista                 | Semifinalisti | Eliminati ai quarti |
| ----------- | -------------------------------------------------------------------- | ----------------------------------------- | ------------------------- | ------------- | ------------------- |
| 27 novembre | Victorian Championships 1910 Melbourne, Australia Singolare - Doppio | Stanley Norwood Doust 6-1 6-8 2-6 6-2 6-2 | Alfred Dunlop             |               |                     |
| 27 novembre | Victorian Championships 1910 Melbourne, Australia Singolare - Doppio |                                           |                           |               |                     |
| 30 novembre | Metropolitan Championships 1910 Sydney, Australia Singolare - Doppio | Horace Rice                               | non conosciuta (bandiera) |               |                     |
| 30 novembre | Metropolitan Championships 1910 Sydney, Australia Singolare - Doppio |                                           |                           |               |                     |

### Dicembre
| Settimana | Torneo                                                                           | Vincitore                   | Finalista                 | Semifinalisti | Eliminati ai quarti |
| --------- | -------------------------------------------------------------------------------- | --------------------------- | ------------------------- | ------------- | ------------------- |
| dicembre  | New Zealand Championships 1910 Wellington, Nuova Zelanda Erba Singolare - Doppio | John Campbell Peacock       | non conosciuta (bandiera) |               |                     |
| dicembre  | New Zealand Championships 1910 Wellington, Nuova Zelanda Erba Singolare - Doppio | Francis Fisher John Peacock |                           |               |                     |

### Senza data
| Settimana | Torneo                                                                             | Vincitore              | Finalista                 | Semifinalisti | Eliminati ai quarti |
| --------- | ---------------------------------------------------------------------------------- | ---------------------- | ------------------------- | ------------- | ------------------- |
|           | Torneo di Ilkley 1910 Ilkley, Gran Bretagna Singolare - Doppio                     | Samuel Ernest Charlton | non conosciuta (bandiera) |               |                     |
|           | Torneo di Ilkley 1910 Ilkley, Gran Bretagna Singolare - Doppio                     |                        |                           |               |                     |
|           | Torneo di Conishead Priory 1910 Conishead Priory, Gran Bretagna Singolare - Doppio | E.V. Jones             | non conosciuta (bandiera) |               |                     |
|           | Torneo di Conishead Priory 1910 Conishead Priory, Gran Bretagna Singolare - Doppio |                        |                           |               |                     |
|           | Torneo di Carlisle 1910 Carlisle, Gran Bretagna Singolare - Doppio                 | Robert B. Powell       | non conosciuta (bandiera) |               |                     |
|           | Torneo di Carlisle 1910 Carlisle, Gran Bretagna Singolare - Doppio                 |                        |                           |               |                     |
|           | All India Championships 1910 Allahabad, India Singolare - Doppio                   | E.M. Atkinson          | non conosciuta (bandiera) |               |                     |
|           | All India Championships 1910 Allahabad, India Singolare - Doppio                   |                        |                           |               |                     |
|           | Bay Counties Championships 1910 San Francisco, USA Singolare - Doppio              | Maurice McLoughlin     | non conosciuta (bandiera) |               |                     |
|           | Bay Counties Championships 1910 San Francisco, USA Singolare - Doppio              |                        |                           |               |                     |
|           | Essex Championships 1910 Colchester, Gran Bretagna Singolare - Doppio              | Herbert Roper Barrett  | non conosciuta (bandiera) |               |                     |
|           | Essex Championships 1910 Colchester, Gran Bretagna Singolare - Doppio              |                        |                           |               |                     |
|           | Intermountain Championships 1910 Salt Lake City, USA Singolare - Doppio            | Thomas Bundy           | non conosciuta (bandiera) |               |                     |
|           | Intermountain Championships 1910 Salt Lake City, USA Singolare - Doppio            |                        |                           |               |                     |
|           | Nice Lawn Tennis Club Championships 1910 Nizza, Francia Singolare - Doppio         | Artimus Holmes         | non conosciuta (bandiera) |               |                     |
|           | Nice Lawn Tennis Club Championships 1910 Nizza, Francia Singolare - Doppio         |                        |                           |               |                     |
|           | Norfolk Championships 1910 Great Yarmouth, Gran Bretagna Singolare - Doppio        | Edward Roy Allen       | non conosciuta (bandiera) |               |                     |
|           | Norfolk Championships 1910 Great Yarmouth, Gran Bretagna Singolare - Doppio        |                        |                           |               |                     |
|           | Transvaal Championships 1910 Johannesburg, Sudafrica Singolare - Doppio            | Harold Kitson          | non conosciuta (bandiera) |               |                     |
|           | Transvaal Championships 1910 Johannesburg, Sudafrica Singolare - Doppio            |                        |                           |               |                     |